# Division 1 i ishockey 2006/2007
Division 1 i ishockey 2006/2007 var den tredje högsta svenska ishockeyserien säsongen 2006/2007. Den bestod av 52 lag uppdelade i sex serier efter geografi (A till F). De främsta lagen i varje grundserie gick vidare till Allettan som spelades i fyra serier (norra, västra, östra och södra). Övriga lag spelade vidare i vårserier. 
Det bästa laget i varje vårserie och de bästa lagen i Allettan gick vidare till playoff, där de fyra bästa lagen gick till kvalserien till Hockeyallsvenskan. De två sista i varje fortsättningsserie gick till kvalspel mot lag från Division 2.

## Deltagande lag
Inför säsongen hade Helsingborgs HC, Hudiksvalls HC, Kungälvs IK, Luleå Rebels, Nacka HK och ÖSK HK (från Örnsköldsvik) kvalificerat sig för Division 1. Dessutom hade Brunflo IK gått samman med Jämtlands HF till Östersund/Brunflo IF. Arlanda Wings HC flyttades från serie 1C till 1D och Lindlöven och Örebro från 1E till 1C samt Borås och Tranås från 1F till 1E.
| Division 1A                                                             |
| ----------------------------------------------------------------------- |
| Asplöven HC Clemensnäs HC Luleå Rebels▲ Piteå HC Team Kiruna IF Tegs SK |

| Division 1B                                                                                        |
| -------------------------------------------------------------------------------------------------- |
| AIK Hockey Härnösand Hudiksvalls HC▲ Kovlands IshF Kramfors-Alliansen ÖSK HK▲ Östersund/Brunflo IF |

| Division 1C |
| --- |
| Borlänge HF Enköpings SK HK Eskilstuna Linden Hockey Falu IF Lindlövens IF Surahammars IF Team Uppsala HC Tierps HK Valbo AIF Örebro HK |

| Division 1D |
| --- |
| Arlanda Wings HC Botkyrka HC Haninge HF IF Vallentuna BK IK Hästen Hockey Järfälla HC Mälarh./Bredäng Hockey Nacka HK▲ Trångsunds IF Väsby IK HK |

| Division 1E |
| --- |
| Borås HC Grums IK IFK Kumla IK Kungälvs IK▲ Mariestad BoIS HC Motala AIF HK Skåre BK Skövde IK Sunne IK Tranås AIF Hockey |

| Division 1F |
| --- |
| Gislaveds SK Helsingborgs HC▲ IF Troja-Ljungby IK Pantern Jonstorps IF Kristianstads IK Mörrums GoIS IK Olofströms IK Tingsryds AIF Tyringe SoSS |

## Grundserier
Grundserierna spelades under första halvan av säsongen, där de främsta i varje serie gick vidare till Allettan till våren, medan de kvarvarande lagen fortsatte spela i sina respektive serier nu kallade vårserier.

### Division 1A
Serien spelades från den 24 september 2006 till 4 februari 2007 med sex lag som möttes i 32 omgångar. Alla lagen mötte varandra två gånger hemma och två gånger borta. Dessutom mötte man lagen från Division 1B en gång hemma och en gång borta. Piteå vann serien med 24 poängs marginal till Team Kiruna. Båda dessa lag gick vidare till Kval till Playoff, medan övriga fyra lag gick vidare till Division 1A vår. Seriens bäste poängplockare blev Niklas Johansson (Piteå) med 52 poäng (17+35) på 32 matcher. Poängligan räknades dock ihop med Division 1B och där blev han bara tvåa.
| Nr | Lag            | S  | V  | O | F  | ÖV | ÖF | GM  | IM  | MS   | P  |
| -- | -------------- | -- | -- | - | -- | -- | -- | --- | --- | ---- | -- |
| 1  | Piteå HC       | 32 | 28 | 3 | 1  | 0  | 0  | 174 | 56  | +118 | 87 |
| 2  | Team Kiruna IF | 32 | 20 | 3 | 9  | 0  | 0  | 151 | 101 | +50  | 63 |
| 3  | Asplöven HC    | 32 | 16 | 6 | 10 | 1  | 1  | 137 | 109 | +28  | 55 |
| 4  | Tegs SK        | 32 | 15 | 2 | 15 | 0  | 0  | 160 | 113 | +47  | 47 |
| 5  | Clemensnäs HC  | 32 | 4  | 3 | 25 | 0  | 1  | 75  | 179 | −104 | 15 |
| 6  | Luleå Rebels   | 32 | 2  | 2 | 28 | 0  | 0  | 62  | 222 | −160 | 8  |

Tabelldata är hämtade från Svenska Ishockeyförbundet.

### Division 1B
Serien spelades från den 24 september 2006 till 4 februari 2007 med sex lag som möttes i 32 omgångar. Alla lagen mötte varandra två gånger hemma och två gånger borta. Dessutom mötte man lagen från Division 1A en gång hemma och en gång borta. Östersund/Brunflo vann serien strax före Härnösand. Båda dessa lag gick vidare till Kval till Playoff, medan övriga fyra lag gick vidare till Division 1B vår. Kjell-Åke Andersson (Östersund/Brunflo) vann poängligan med 62 poäng (24+38) på 32 matcher.
| Nr | Lag                  | S  | V  | O | F  | ÖV | ÖF | GM  | IM  | MS  | P  |
| -- | -------------------- | -- | -- | - | -- | -- | -- | --- | --- | --- | -- |
| 1  | Östersund/Brunflo IF | 32 | 19 | 3 | 10 | 2  | 0  | 145 | 86  | +59 | 62 |
| 2  | AIK Hockey Härnösand | 32 | 19 | 2 | 11 | 1  | 0  | 117 | 98  | +19 | 60 |
| 3  | Hudiksvalls HC       | 32 | 15 | 5 | 12 | 2  | 0  | 117 | 91  | +26 | 52 |
| 4  | Kovlands IshF        | 32 | 14 | 2 | 16 | 0  | 0  | 107 | 105 | +2  | 44 |
| 5  | ÖSK HK               | 32 | 11 | 6 | 15 | 0  | 3  | 126 | 144 | −18 | 39 |
| 6  | Kramfors-Alliansen   | 32 | 9  | 3 | 20 | 0  | 1  | 96  | 163 | −67 | 30 |

Tabelldata är hämtade från Svenska Ishockeyförbundet.

### Division 1C
Serien spelades från den 20 september 2006 till 4 februari 2007 med tio lag som möttes i 36 omgångar. Örebro vann serien med 23 poängs marginal till tvåan Enköping. Ihop med trean Borlänge gick de vidare till Kval till Playoff, medan övriga lag gick vidare till Division 1C vår. Tobias Lundqvist (Surahammar) vann poängligan med 51 poäng (15+36) på 35 matcher.
| Nr | Lag                      | S  | V  | O  | F  | ÖV | ÖF | GM  | IM  | MS   | P  |
| -- | ------------------------ | -- | -- | -- | -- | -- | -- | --- | --- | ---- | -- |
| 1  | Örebro HK                | 36 | 32 | 2  | 2  | 1  | 0  | 190 | 58  | +132 | 99 |
| 2  | Enköpings SK HK          | 36 | 23 | 6  | 7  | 1  | 3  | 135 | 91  | +44  | 76 |
| 3  | Borlänge HF              | 36 | 19 | 7  | 10 | 4  | 0  | 142 | 105 | +37  | 68 |
| 4  | Tierps HK                | 36 | 16 | 3  | 17 | 1  | 2  | 124 | 145 | −21  | 52 |
| 5  | Lindlövens IF            | 36 | 15 | 5  | 16 | 1  | 1  | 114 | 125 | −11  | 51 |
| 6  | Eskilstuna Linden Hockey | 36 | 13 | 7  | 16 | 3  | 2  | 121 | 133 | −12  | 49 |
| 7  | Valbo AIF                | 36 | 9  | 9  | 18 | 4  | 1  | 105 | 125 | −20  | 40 |
| 8  | Team Uppsala HC          | 36 | 9  | 11 | 16 | 1  | 5  | 104 | 128 | −24  | 39 |
| 9  | Surahammars IF           | 36 | 7  | 7  | 22 | 1  | 2  | 106 | 169 | −63  | 29 |
| 10 | Falu IF                  | 36 | 5  | 7  | 24 | 1  | 2  | 85  | 147 | −62  | 23 |

Tabelldata är hämtade från Svenska Ishockeyförbundet.

### Division 1D
Serien spelades från den 20 september 2006 till 4 februari 2007 med tio lag som möttes i 36 omgångar. Väsby vann serien med 18 poängs marginal till tvåan Nacka. Ihop med trean Haninge gick de vidare till Kval till Playoff, medan övriga lag gick vidare till Division 1D vår. Andreas Paulsson (Väsby) vann poängligan med 57 poäng (26+31) på 35 matcher.
| Nr | Lag                        | S  | V  | O  | F  | ÖV | ÖF | GM  | IM  | MS   | P  |
| -- | -------------------------- | -- | -- | -- | -- | -- | -- | --- | --- | ---- | -- |
| 1  | Väsby IK HK                | 36 | 27 | 4  | 5  | 1  | 1  | 201 | 96  | +105 | 86 |
| 2  | Nacka HK                   | 36 | 19 | 9  | 8  | 2  | 2  | 136 | 101 | +35  | 68 |
| 3  | Haninge HF                 | 36 | 20 | 3  | 13 | 0  | 1  | 126 | 102 | +24  | 63 |
| 4  | IK Hästen Hockey           | 36 | 18 | 6  | 12 | 2  | 2  | 148 | 120 | +28  | 62 |
| 5  | Mälarhöjden/Bredäng Hockey | 36 | 15 | 7  | 14 | 3  | 2  | 129 | 123 | +6   | 55 |
| 6  | Järfälla HC                | 36 | 14 | 5  | 17 | 3  | 2  | 128 | 126 | +2   | 50 |
| 7  | Arlanda Wings HC           | 36 | 11 | 11 | 14 | 5  | 2  | 120 | 140 | −20  | 49 |
| 8  | IF Vallentuna BK           | 36 | 11 | 7  | 18 | 1  | 4  | 112 | 131 | −19  | 41 |
| 9  | Botkyrka HC                | 36 | 11 | 5  | 20 | 3  | 1  | 106 | 170 | −64  | 41 |
| 10 | Trångsunds IF              | 36 | 3  | 5  | 28 | 0  | 3  | 79  | 176 | −97  | 14 |

Tabelldata är hämtade från Svenska Ishockeyförbundet.

### Division 1E
Serien spelades från den 20 september 2006 till 4 februari 2007 med tio lag som möttes i 36 omgångar. Borås vann serien med 5 poängs marginal till tvåan Skövde. Ihop med trean Tranås gick de vidare till Kval till Playoff, medan övriga lag gick vidare till Division 1E vår. Fabian Brunnström (Borås) vann poängligan med 61 poäng (34+27) på 35 matcher.
| Nr | Lag               | S  | V  | O | F  | ÖV | ÖF | GM  | IM  | MS   | P  |
| -- | ----------------- | -- | -- | - | -- | -- | -- | --- | --- | ---- | -- |
| 1  | Borås HC          | 36 | 32 | 1 | 3  | 0  | 0  | 211 | 61  | +150 | 97 |
| 2  | Skövde IK         | 36 | 29 | 4 | 3  | 1  | 2  | 174 | 72  | +102 | 92 |
| 3  | Tranås AIF Hockey | 36 | 24 | 4 | 8  | 1  | 1  | 161 | 95  | +66  | 77 |
| 4  | Mariestad BoIS HC | 36 | 18 | 7 | 11 | 1  | 3  | 135 | 102 | +33  | 62 |
| 5  | Skåre BK          | 36 | 16 | 4 | 16 | 3  | 0  | 131 | 127 | +4   | 55 |
| 6  | Sunne IK          | 36 | 13 | 2 | 21 | 0  | 1  | 90  | 123 | −33  | 41 |
| 7  | Kungälvs IK       | 36 | 12 | 2 | 22 | 0  | 1  | 116 | 170 | −54  | 38 |
| 8  | IFK Kumla IK      | 36 | 7  | 8 | 21 | 6  | 1  | 94  | 132 | −38  | 35 |
| 9  | Grums IK          | 36 | 8  | 2 | 26 | 1  | 1  | 111 | 189 | −78  | 27 |
| 10 | Motala AIF HK     | 36 | 2  | 4 | 30 | 0  | 3  | 66  | 218 | −152 | 10 |

Tabelldata är hämtade från Svenska Ishockeyförbundet.

### Division 1F
Serien spelades från den 20 september 2006 till 4 februari 2007 med tio lag som möttes i 36 omgångar. Troja vann serien med 25 poängs marginal till tvåan Kristianstad. Ihop med trean Tingsryd gick de vidare till Kval till Playoff, medan övriga lag gick vidare till Division 1F vår. Kory Baker (Troja) vann poängligan med 54 poäng (22+32) på 32 matcher.
| Nr | Lag              | S  | V  | O  | F  | ÖV | ÖF | GM  | IM  | MS   | P  |
| -- | ---------------- | -- | -- | -- | -- | -- | -- | --- | --- | ---- | -- |
| 1  | IF Troja-Ljungby | 36 | 31 | 3  | 2  | 2  | 0  | 191 | 56  | +135 | 98 |
| 2  | Kristianstads IK | 36 | 20 | 9  | 7  | 4  | 3  | 147 | 94  | +53  | 73 |
| 3  | Tingsryds AIF    | 36 | 19 | 10 | 7  | 4  | 0  | 153 | 83  | +70  | 71 |
| 4  | Olofströms IK    | 36 | 19 | 7  | 10 | 1  | 1  | 155 | 125 | +30  | 65 |
| 5  | IK Pantern       | 36 | 18 | 5  | 13 | 1  | 2  | 115 | 120 | −5   | 60 |
| 6  | Gislaveds SK     | 36 | 13 | 3  | 20 | 2  | 0  | 95  | 108 | −13  | 44 |
| 7  | Helsingborgs HC  | 36 | 12 | 7  | 17 | 0  | 3  | 110 | 122 | −12  | 43 |
| 8  | Mörrums GoIS IK  | 36 | 11 | 4  | 21 | 0  | 2  | 127 | 155 | −28  | 37 |
| 9  | Jonstorps IF     | 36 | 4  | 8  | 24 | 2  | 2  | 83  | 177 | −94  | 22 |
| 10 | Tyringe SoSS     | 36 | 2  | 6  | 28 | 0  | 3  | 90  | 226 | −136 | 12 |

Tabelldata är hämtade från Svenska Ishockeyförbundet.

## Allettan
Allettan bestod av de främsta lagen i grundserierna indelade i fyra serier. Serierna hade 4 lag vardera och spelades i sex omgångar. De två första lagen från varje serie gick vidare till playoff.

### Allettan Norra
Piteå vann klart före Härnösand. Båda dessa lag gick vidare till playoff medan övriga lag var färdigspelade för säsongen och kvalificerade för Division 1 nästa säsong.
| Nr | Lag                  | S | V | O | F | ÖV | ÖF | GM | IM | MS  | P  |
| -- | -------------------- | - | - | - | - | -- | -- | -- | -- | --- | -- |
| 1  | Piteå HC             | 6 | 5 | 1 | 0 | 0  | 0  | 37 | 15 | +22 | 16 |
| 2  | AIK Hockey Härnösand | 6 | 2 | 2 | 2 | 1  | 0  | 22 | 26 | −4  | 9  |
| 3  | Östersund/Brunflo IF | 6 | 2 | 1 | 3 | 0  | 1  | 18 | 23 | −5  | 7  |
| 4  | Team Kiruna IF       | 6 | 1 | 0 | 5 | 0  | 0  | 19 | 32 | −13 | 3  |

Tabelldata är hämtade från Svenska Ishockeyförbundet.

### Allettan Västra
Borås vann serien före Kristianstad. Båda dessa lag gick vidare till playoff medan övriga lag var färdigspelade för säsongen och kvalificerade för Division 1 nästa säsong.
| Nr | Lag              | S | V | O | F | ÖV | ÖF | GM | IM | MS  | P  |
| -- | ---------------- | - | - | - | - | -- | -- | -- | -- | --- | -- |
| 1  | Borås HC         | 6 | 6 | 0 | 0 | 0  | 0  | 33 | 11 | +22 | 18 |
| 2  | Kristianstads IK | 6 | 4 | 0 | 2 | 0  | 0  | 29 | 20 | +9  | 12 |
| 3  | Nacka HK         | 6 | 1 | 0 | 5 | 0  | 0  | 18 | 32 | −14 | 3  |
| 4  | Haninge HF       | 6 | 1 | 0 | 5 | 0  | 0  | 15 | 32 | −17 | 3  |

Tabelldata är hämtade från Svenska Ishockeyförbundet.

### Allettan Östra
Väsby vann serien strax före Örebro. Båda dessa lag gick vidare till playoff medan övriga lag var färdigspelade för säsongen och kvalificerade för Division 1 nästa säsong.
| Nr | Lag         | S | V | O | F | ÖV | ÖF | GM | IM | MS  | P  |
| -- | ----------- | - | - | - | - | -- | -- | -- | -- | --- | -- |
| 1  | Väsby IK HK | 6 | 4 | 1 | 1 | 1  | 0  | 25 | 16 | +9  | 14 |
| 2  | Örebro HK   | 6 | 4 | 0 | 2 | 0  | 0  | 22 | 14 | +8  | 12 |
| 3  | Borlänge HF | 6 | 2 | 1 | 3 | 0  | 1  | 19 | 25 | −6  | 7  |
| 4  | Tranås AIF  | 6 | 1 | 0 | 5 | 0  | 0  | 15 | 26 | −11 | 3  |

Tabelldata är hämtade från Svenska Ishockeyförbundet.

### Allettan Södra
Tingsryd vann serien strax före Troja. Båda dessa lag gick vidare till playoff medan övriga lag var färdigspelade för säsongen och kvalificerade för Division 1 nästa säsong.
| Nr | Lag              | S | V | O | F | ÖV | ÖF | GM | IM | MS  | P  |
| -- | ---------------- | - | - | - | - | -- | -- | -- | -- | --- | -- |
| 1  | Tingsryds AIF    | 6 | 4 | 1 | 1 | 1  | 0  | 26 | 14 | +12 | 14 |
| 2  | IF Troja-Ljungby | 6 | 3 | 2 | 1 | 1  | 0  | 24 | 13 | +11 | 12 |
| 3  | Skövde IK        | 6 | 1 | 2 | 3 | 1  | 1  | 22 | 24 | −2  | 6  |
| 4  | Enköpings SK HK  | 6 | 0 | 3 | 3 | 0  | 2  | 10 | 31 | −21 | 3  |

Tabelldata är hämtade från Svenska Ishockeyförbundet.

## Vårserier

### Division 1A vår
Serien spelades 11 februari till 4 mars 2007 med fyra lag i sex omgångar. När serien startade fick lagen poäng efter sin placering i grundserien:  Asplöven 3p, Teg 2p och Clemensnäs 1p. Sista laget fick spela kvalserie om en plats i Division 1. Övriga lag var färdigspelade för säsongen och kvalificerade för Division 1 nästa säsong.
| Nr | Lag           | S | V | O | F | ÖV | ÖF | GM | IM | MS | P  |
| -- | ------------- | - | - | - | - | -- | -- | -- | -- | -- | -- |
| 1  | Tegs SK       | 6 | 3 | 1 | 2 | 1  | 0  | 20 | 14 | +6 | 13 |
| 2  | Asplöven HC   | 6 | 3 | 0 | 3 | 0  | 0  | 17 | 15 | +2 | 12 |
| 3  | Clemensnäs HC | 6 | 3 | 0 | 3 | 0  | 0  | 14 | 22 | −8 | 10 |
| 4  | Luleå Rebels  | 6 | 2 | 1 | 3 | 0  | 1  | 16 | 16 | 0  | 7  |

Tabelldata är hämtade från Svenska Ishockeyförbundet.

### Division 1B vår
Serien spelades 14 februari till 3 mars 2007 med fyra lag i sex omgångar. När serien startade fick lagen poäng efter sin placering i grundserien:  Hudiksvall 3p, Kovland 2p och ÖSK 1p. Sista laget fick spela kvalserie om en plats i Division 1. Övriga lag var färdigspelade för säsongen och kvalificerade för Division 1 nästa säsong.
| Nr | Lag                | S | V | O | F | ÖV | ÖF | GM | IM | MS  | P  |
| -- | ------------------ | - | - | - | - | -- | -- | -- | -- | --- | -- |
| 1  | Kovlands IshF      | 6 | 5 | 0 | 1 | 0  | 0  | 23 | 12 | +11 | 17 |
| 2  | Hudiksvalls HC     | 6 | 3 | 0 | 3 | 0  | 0  | 21 | 18 | +3  | 12 |
| 3  | ÖSK HK             | 6 | 3 | 0 | 3 | 0  | 0  | 25 | 26 | −1  | 10 |
| 4  | Kramfors-Alliansen | 6 | 1 | 0 | 5 | 0  | 0  | 17 | 30 | −13 | 3  |

Tabelldata är hämtade från Svenska Ishockeyförbundet.

### Division 1C vår
Serien spelades 11 februari till 4 mars 2007 med sju lag i sex omgångar. När serien startade fick lagen poäng efter sin placering i grundserien:  Tierp 6p, Lindlöven 5p, Linden 4p, Valbo 3p, Uppsala 2p och Surahammar 1p. De två lagen som kom sist i serien fick spela kvalserie om en plats i Division 1. Övriga lag var färdigspelade för säsongen och kvalificerade för Division 1 nästa säsong.
| Nr | Lag                      | S | V | O | F | ÖV | ÖF | GM | IM | MS  | P  |
| -- | ------------------------ | - | - | - | - | -- | -- | -- | -- | --- | -- |
| 1  | Valbo AIF                | 6 | 5 | 0 | 1 | 0  | 0  | 22 | 12 | +10 | 18 |
| 2  | Eskilstuna Linden Hockey | 6 | 4 | 1 | 1 | 0  | 0  | 20 | 10 | +10 | 17 |
| 3  | Lindlövens IF            | 6 | 3 | 2 | 1 | 0  | 1  | 24 | 18 | +6  | 16 |
| 4  | Tierps HK                | 6 | 2 | 0 | 4 | 0  | 0  | 22 | 24 | −2  | 12 |
| 5  | Surahammars IF           | 6 | 3 | 1 | 2 | 0  | 0  | 24 | 19 | +5  | 11 |
| 6  | Team Uppsala HC          | 6 | 1 | 2 | 3 | 1  | 0  | 11 | 16 | −5  | 8  |
| 7  | Falu IF                  | 6 | 0 | 0 | 6 | 0  | 0  | 9  | 33 | −24 | 0  |

Tabelldata är hämtade från Svenska Ishockeyförbundet.

### Division 1D vår
Serien spelades 11 februari till 4 mars 2007 med sju lag i sex omgångar. När serien startade fick lagen poäng efter sin placering i grundserien: Hästen 6p, Mälarhöjden 5p, Järfälla 4p, Arlanda 3p, Vallentuna 2p och Botkyrka 1p. De två lagen som kom sist i serien fick spela kvalserie om en plats i Division 1. Övriga lag var färdigspelade för säsongen och kvalificerade för Division 1 nästa säsong.
| Nr | Lag                        | S | V | O | F | ÖV | ÖF | GM | IM | MS  | P  |
| -- | -------------------------- | - | - | - | - | -- | -- | -- | -- | --- | -- |
| 1  | IK Hästen Hockey           | 6 | 5 | 0 | 1 | 0  | 0  | 28 | 16 | +12 | 21 |
| 2  | Järfälla HC                | 6 | 5 | 0 | 1 | 0  | 0  | 25 | 14 | +11 | 19 |
| 3  | Arlanda Wings HC           | 6 | 3 | 1 | 2 | 1  | 0  | 18 | 16 | +2  | 14 |
| 4  | Botkyrka HC                | 6 | 3 | 0 | 3 | 0  | 0  | 18 | 20 | −2  | 10 |
| 5  | Mälarhöjden/Bredäng Hockey | 6 | 1 | 1 | 4 | 0  | 1  | 13 | 21 | −8  | 9  |
| 6  | IF Vallentuna BK           | 6 | 2 | 0 | 4 | 0  | 0  | 15 | 24 | −9  | 8  |
| 7  | Trångsunds IF              | 6 | 1 | 0 | 5 | 0  | 0  | 15 | 21 | −6  | 3  |

Tabelldata är hämtade från Svenska Ishockeyförbundet.

### Division 1E vår
Serien spelades 11 februari till 4 mars 2007 med sju lag i sex omgångar. När serien startade fick lagen poäng efter sin placering i grundserien: Mariestad 6p, Skåre 5p, Sunne 4p, Kungälv 3p, Kumla 2p och Grums 1p. De två lagen som kom sist i serien fick spela kvalserie om en plats i Division 1. Övriga lag var färdigspelade för säsongen och kvalificerade för Division 1 nästa säsong.
| Nr | Lag               | S | V | O | F | ÖV | ÖF | GM | IM | MS  | P  |
| -- | ----------------- | - | - | - | - | -- | -- | -- | -- | --- | -- |
| 1  | Skåre BK          | 6 | 3 | 1 | 2 | 1  | 0  | 27 | 16 | +11 | 16 |
| 2  | Mariestad BoIS HC | 6 | 3 | 1 | 2 | 0  | 0  | 21 | 13 | +8  | 16 |
| 3  | Sunne IK          | 6 | 4 | 0 | 2 | 0  | 0  | 17 | 12 | +5  | 16 |
| 4  | IFK Kumla IK      | 6 | 4 | 0 | 2 | 0  | 0  | 25 | 18 | +7  | 14 |
| 5  | Kungälvs IK       | 6 | 3 | 2 | 1 | 0  | 1  | 19 | 16 | +3  | 14 |
| 6  | Grums IK          | 6 | 1 | 0 | 5 | 0  | 0  | 19 | 33 | −14 | 4  |
| 7  | Motala AIF HK     | 6 | 1 | 0 | 5 | 0  | 0  | 13 | 33 | −20 | 3  |

Tabelldata är hämtade från Svenska Ishockeyförbundet.

### Division 1F vår
Serien spelades 11 februari till 4 mars 2007 med sju lag i sex omgångar. När serien startade fick lagen poäng efter sin placering i grundserien: Olofström 6p, Pantern 5p, Gislaved 4p, Helsingborg 3p, Mörrum 2p och Jonstorp 1p. De två lagen som kom sist i serien fick spela kvalserie om en plats i Division 1. Övriga lag var färdigspelade för säsongen och kvalificerade för Division 1 nästa säsong.
| Nr | Lag             | S | V | O | F | ÖV | ÖF | GM | IM | MS  | P  |
| -- | --------------- | - | - | - | - | -- | -- | -- | -- | --- | -- |
| 1  | IK Pantern      | 6 | 5 | 0 | 1 | 0  | 0  | 46 | 18 | +28 | 20 |
| 2  | Gislaveds SK    | 6 | 4 | 0 | 2 | 0  | 0  | 19 | 20 | −1  | 16 |
| 3  | Olofströms IK   | 6 | 3 | 0 | 3 | 0  | 0  | 33 | 19 | +14 | 15 |
| 4  | Helsingborgs HC | 6 | 4 | 0 | 2 | 0  | 0  | 30 | 17 | +13 | 15 |
| 5  | Mörrums GoIS IK | 6 | 3 | 0 | 3 | 0  | 0  | 31 | 26 | +5  | 11 |
| 6  | Jonstorps IF    | 6 | 1 | 0 | 5 | 0  | 0  | 13 | 47 | −34 | 4  |
| 7  | Tyringe SoSS    | 6 | 1 | 0 | 5 | 0  | 0  | 16 | 41 | −25 | 3  |

Tabelldata är hämtade från Svenska Ishockeyförbundet.

## Playoff
| 1     | 4 mars 2004 | Kristianstads IK        | 0–4                     | Väsby IK HK             | Kristianstads ishall       |                            |
| 16:00 | 16:00       | (0–1, 0–2, 0–1) Rapport | (0–1, 0–2, 0–1) Rapport | (0–1, 0–2, 0–1) Rapport | Kristianstad Publik: 1 472 | Kristianstad Publik: 1 472 |
| 16:00 | 16:00       |                         |                         |                         | Kristianstad Publik: 1 472 | Kristianstad Publik: 1 472 |
| 16:00 | 16:00       |                         |                         |                         | Kristianstad Publik: 1 472 | Kristianstad Publik: 1 472 |
| 16:00 | 16:00       |                         |                         |                         | Kristianstad Publik: 1 472 | Kristianstad Publik: 1 472 |
| 16:00 | 16:00       |                         |                         |                         | Kristianstad Publik: 1 472 | Kristianstad Publik: 1 472 |
| 16:00 | 16:00       |                         |                         |                         | Kristianstad Publik: 1 472 | Kristianstad Publik: 1 472 |

| 2     | 6 mars 2004 | Väsby IK HK             | 7–2                     | Kristianstads IK        | Vilundaparkens Ishall        |                              |
| 19:00 | 19:00       | (2–1, 4–0, 1–1) Rapport | (2–1, 4–0, 1–1) Rapport | (2–1, 4–0, 1–1) Rapport | Upplands Väsby Publik: 1 147 | Upplands Väsby Publik: 1 147 |
| 19:00 | 19:00       |                         |                         |                         | Upplands Väsby Publik: 1 147 | Upplands Väsby Publik: 1 147 |
| 19:00 | 19:00       |                         |                         |                         | Upplands Väsby Publik: 1 147 | Upplands Väsby Publik: 1 147 |
| 19:00 | 19:00       |                         |                         |                         | Upplands Väsby Publik: 1 147 | Upplands Väsby Publik: 1 147 |
| 19:00 | 19:00       |                         |                         |                         | Upplands Väsby Publik: 1 147 | Upplands Väsby Publik: 1 147 |
| 19:00 | 19:00       |                         |                         |                         | Upplands Väsby Publik: 1 147 | Upplands Väsby Publik: 1 147 |

| 1     | 4 mars 2004 | Örebro HK               | 3–5                     | Piteå HC                | Vinterstadion        |                      |
| 16:00 | 16:00       | (0–0, 1–2, 2–3) Rapport | (0–0, 1–2, 2–3) Rapport | (0–0, 1–2, 2–3) Rapport | Örebro Publik: 1 566 | Örebro Publik: 1 566 |
| 16:00 | 16:00       |                         |                         |                         | Örebro Publik: 1 566 | Örebro Publik: 1 566 |
| 16:00 | 16:00       |                         |                         |                         | Örebro Publik: 1 566 | Örebro Publik: 1 566 |
| 16:00 | 16:00       |                         |                         |                         | Örebro Publik: 1 566 | Örebro Publik: 1 566 |
| 16:00 | 16:00       |                         |                         |                         | Örebro Publik: 1 566 | Örebro Publik: 1 566 |
| 16:00 | 16:00       |                         |                         |                         | Örebro Publik: 1 566 | Örebro Publik: 1 566 |

| 2     | 6 mars 2004 | Piteå HC                     | 2–1                          | Örebro HK                    | LF Arena            |                     |
| 19:00 | 19:00       | (1–1, 0–0, 0–0, 1–0) Rapport | (1–1, 0–0, 0–0, 1–0) Rapport | (1–1, 0–0, 0–0, 1–0) Rapport | Piteå Publik: 1 371 | Piteå Publik: 1 371 |
| 19:00 | 19:00       |                              |                              |                              | Piteå Publik: 1 371 | Piteå Publik: 1 371 |
| 19:00 | 19:00       |                              |                              |                              | Piteå Publik: 1 371 | Piteå Publik: 1 371 |
| 19:00 | 19:00       |                              |                              |                              | Piteå Publik: 1 371 | Piteå Publik: 1 371 |
| 19:00 | 19:00       |                              |                              |                              | Piteå Publik: 1 371 | Piteå Publik: 1 371 |
| 19:00 | 19:00       |                              |                              |                              | Piteå Publik: 1 371 | Piteå Publik: 1 371 |

| 1     | 4 mars 2004 | AIK Hockey Härnösand    | 3–6                     | Tingsryds AIF           | Högslättens Ishall    |                       |
| 16:00 | 16:00       | (0–2, 1–3, 2–1) Rapport | (0–2, 1–3, 2–1) Rapport | (0–2, 1–3, 2–1) Rapport | Härnösand Publik: 512 | Härnösand Publik: 512 |
| 16:00 | 16:00       |                         |                         |                         | Härnösand Publik: 512 | Härnösand Publik: 512 |
| 16:00 | 16:00       |                         |                         |                         | Härnösand Publik: 512 | Härnösand Publik: 512 |
| 16:00 | 16:00       |                         |                         |                         | Härnösand Publik: 512 | Härnösand Publik: 512 |
| 16:00 | 16:00       |                         |                         |                         | Härnösand Publik: 512 | Härnösand Publik: 512 |
| 16:00 | 16:00       |                         |                         |                         | Härnösand Publik: 512 | Härnösand Publik: 512 |

| 2     | 6 mars 2004 | Tingsryds AIF           | 4–2                     | AIK Hockey Härnösand    | Dackehallen            |                        |
| 19:00 | 19:00       | (0–2, 1–0, 3–0) Rapport | (0–2, 1–0, 3–0) Rapport | (0–2, 1–0, 3–0) Rapport | Tingsryd Publik: 2 286 | Tingsryd Publik: 2 286 |
| 19:00 | 19:00       |                         |                         |                         | Tingsryd Publik: 2 286 | Tingsryd Publik: 2 286 |
| 19:00 | 19:00       |                         |                         |                         | Tingsryd Publik: 2 286 | Tingsryd Publik: 2 286 |
| 19:00 | 19:00       |                         |                         |                         | Tingsryd Publik: 2 286 | Tingsryd Publik: 2 286 |
| 19:00 | 19:00       |                         |                         |                         | Tingsryd Publik: 2 286 | Tingsryd Publik: 2 286 |
| 19:00 | 19:00       |                         |                         |                         | Tingsryd Publik: 2 286 | Tingsryd Publik: 2 286 |

| 1     | 4 mars 2004 | IF Troja-Ljungby        | 1–6                     | Borås HC                | Sunnerbohov           |                       |
| 16:00 | 16:00       | (1–2, 0–1, 0–3) Rapport | (1–2, 0–1, 0–3) Rapport | (1–2, 0–1, 0–3) Rapport | Ljungby Publik: 2 186 | Ljungby Publik: 2 186 |
| 16:00 | 16:00       |                         |                         |                         | Ljungby Publik: 2 186 | Ljungby Publik: 2 186 |
| 16:00 | 16:00       |                         |                         |                         | Ljungby Publik: 2 186 | Ljungby Publik: 2 186 |
| 16:00 | 16:00       |                         |                         |                         | Ljungby Publik: 2 186 | Ljungby Publik: 2 186 |
| 16:00 | 16:00       |                         |                         |                         | Ljungby Publik: 2 186 | Ljungby Publik: 2 186 |
| 16:00 | 16:00       |                         |                         |                         | Ljungby Publik: 2 186 | Ljungby Publik: 2 186 |

| 2     | 6 mars 2004 | Borås HC                | 2–1                     | IF Troja-Ljungby        | Borås Ishall        |                     |
| 19:00 | 19:00       | (0–1, 0–0, 2–0) Rapport | (0–1, 0–0, 2–0) Rapport | (0–1, 0–0, 2–0) Rapport | Borås Publik: 2 223 | Borås Publik: 2 223 |
| 19:00 | 19:00       |                         |                         |                         | Borås Publik: 2 223 | Borås Publik: 2 223 |
| 19:00 | 19:00       |                         |                         |                         | Borås Publik: 2 223 | Borås Publik: 2 223 |
| 19:00 | 19:00       |                         |                         |                         | Borås Publik: 2 223 | Borås Publik: 2 223 |
| 19:00 | 19:00       |                         |                         |                         | Borås Publik: 2 223 | Borås Publik: 2 223 |
| 19:00 | 19:00       |                         |                         |                         | Borås Publik: 2 223 | Borås Publik: 2 223 |

Matchdata är hämtade från Svenska Ishockeyförbundet.
Väsby, Piteå, Tingsryd och Borås vidare till kvalserien till Allsvenskan.

## Kvalserien till Hockeyallsvenskan
| Nr | Lag           | S | V | O | F | ÖV | ÖF | GM | IM | MS | P  |
| -- | ------------- | - | - | - | - | -- | -- | -- | -- | -- | -- |
| 1  | Huddinge IK   | 8 | 4 | 3 | 1 | 0  | 0  | 29 | 23 | +6 | 15 |
| 2  | Borås HC ▲    | 8 | 4 | 1 | 3 | 0  | 0  | 32 | 27 | +5 | 13 |
| 3  | Väsby IK      | 8 | 2 | 3 | 3 | 2  | 0  | 24 | 23 | +1 | 11 |
| 4  | Tingsryds AIF | 8 | 3 | 2 | 3 | 0  | 1  | 19 | 22 | −3 | 11 |
| 5  | Piteå HC      | 8 | 1 | 3 | 4 | 0  | 1  | 17 | 26 | −9 | 6  |

Tabelldata är hämtade från Svenska Ishockeyförbundet.

## Kvalserier till Division 1
Kvalgrupp A
Luleå Rebels, SK Lejon och Vindelns HF avstod kvalspel.
| Nr | Lag         | S | V | O | F | ÖV | ÖF | GM | IM | MS | P |
| -- | ----------- | - | - | - | - | -- | -- | -- | -- | -- | - |
| 1  | Bodens HF   | 2 | 2 | 0 | 0 | 0  | 0  | 10 | 3  | +7 | 6 |
| 2  | Lycksele SK | 2 | 0 | 0 | 2 | 0  | 0  | 3  | 10 | −7 | 0 |

Tabelldata är hämtade från Svenska Ishockeyförbundet.
Kvalgrupp B
Kramfors försvarade sin plats i Division 1 till nästa säsong och tvåan Ånge flyttades upp.
| Nr | Lag                | S | V | O | F | ÖV | ÖF | GM | IM | MS  | P  |
| -- | ------------------ | - | - | - | - | -- | -- | -- | -- | --- | -- |
| 1  | Kramfors-Alliansen | 4 | 3 | 1 | 0 | 1  | 0  | 26 | 12 | +14 | 11 |
| 2  | Ånge IK            | 4 | 1 | 2 | 1 | 0  | 2  | 20 | 21 | −1  | 5  |
| 3  | LN 91 Hockey       | 4 | 0 | 1 | 3 | 1  | 0  | 12 | 25 | −13 | 2  |

Tabelldata är hämtade från Svenska Ishockeyförbundet.
Kvalgrupp C
Falun och Uppsala försvarade sin platser i Division 1 till nästa säsong.
| Nr | Lag             | S | V | O | F | ÖV | ÖF | GM | IM | MS  | P  |
| -- | --------------- | - | - | - | - | -- | -- | -- | -- | --- | -- |
| 1  | Falu IF         | 6 | 3 | 1 | 2 | 1  | 0  | 25 | 17 | +8  | 11 |
| 2  | Team Uppsala HC | 6 | 3 | 1 | 2 | 0  | 1  | 26 | 18 | +8  | 10 |
| 3  | Bålsta HC       | 6 | 3 | 0 | 3 | 0  | 0  | 19 | 21 | −2  | 9  |
| 4  | Fagersta AIK    | 6 | 2 | 0 | 4 | 0  | 0  | 15 | 29 | −14 | 6  |

Tabelldata är hämtade från Svenska Ishockeyförbundet.
Kvalgrupp D
Trångsund vann serien och behölls sin plats i Division 1. Tvåan Skå flyttades upp till division 1 nästa säsong.
| Nr | Lag              | S | V | O | F | ÖV | ÖF | GM | IM | MS  | P  |
| -- | ---------------- | - | - | - | - | -- | -- | -- | -- | --- | -- |
| 1  | Trångsunds IF    | 6 | 4 | 2 | 0 | 1  | 0  | 30 | 16 | +14 | 15 |
| 2  | Skå IK           | 6 | 4 | 1 | 1 | 0  | 0  | 30 | 19 | +11 | 13 |
| 3  | IF Vallentuna BK | 6 | 2 | 1 | 3 | 0  | 1  | 17 | 25 | −8  | 7  |
| 4  | Visby-Roma HK    | 6 | 0 | 0 | 6 | 0  | 0  | 12 | 29 | −17 | 0  |

Tabelldata är hämtade från Svenska Ishockeyförbundet.
Kvalgrupp E
Hammarö vann serien och flyttades tillsammans med Munkfors upp till division 1 nästa säsong.
| Nr | Lag          | S | V | O | F | ÖV | ÖF | GM | IM | MS | P |
| -- | ------------ | - | - | - | - | -- | -- | -- | -- | -- | - |
| 1  | Hammarö HC   | 4 | 2 | 1 | 1 | 0  | 1  | 20 | 12 | +8 | 7 |
| 2  | IFK Munkfors | 4 | 2 | 0 | 2 | 0  | 0  | 15 | 20 | −5 | 6 |
| 3  | Grums IK     | 4 | 1 | 1 | 2 | 1  | 0  | 16 | 19 | −3 | 5 |

Tabelldata är hämtade från Svenska Ishockeyförbundet.
Kvalgrupp F
Tyringe SoSS och Jonstorps IF avstod spel och gick direkt till division 2. Göteborgs IK vann serien och flyttades tillsammans med Ulricehamns IF upp till Division 1 nästa säsong.
| Nr | Lag              | S | V | O | F | ÖV | ÖF | GM | IM | MS  | P  |
| -- | ---------------- | - | - | - | - | -- | -- | -- | -- | --- | -- |
| 1  | Göteborgs IK     | 6 | 4 | 1 | 1 | 0  | 0  | 25 | 21 | +4  | 13 |
| 2  | Ulricehamns IF   | 6 | 3 | 1 | 2 | 0  | 0  | 25 | 19 | +6  | 10 |
| 3  | Boro/Vetlanda HC | 6 | 3 | 0 | 3 | 0  | 0  | 19 | 17 | +2  | 9  |
| 4  | Motala AIF HK    | 6 | 0 | 2 | 4 | 0  | 0  | 14 | 26 | −12 | 2  |

Tabelldata är hämtade från Svenska Ishockeyförbundet.